# ブレデフォールト包囲戦 (1672年)
ブレデフォールト包囲戦（ブレデフォールトほういせん、オランダ語: Beleg van Bredevoort）は仏蘭戦争中の1672年6月12日から6月19日にかけて行われた、ミュンスター司教領によるブレデフォールトの包囲。

## 背景
フランス王ルイ14世にとって、当時繁栄していたネーデルラント連邦共和国は目の上のたんこぶであり、彼は機会あればそれを潰そうと考えていた。1672年、フランスはイングランド王国、ケルン選帝侯領、ミュンスター司教領と反オランダ同盟を締結した。
共和国の強さは海軍にあったが、陸軍と要塞の整備はまともにされず、ライン川沿岸のラインベルク、レース、ヴェーゼル、エメリヒには駐留軍が配置されたが陸軍は貧弱であった。
1672年5月末、コンデ公ルイ2世は軍勢12万を率いてリエージュ司教領を通過、ボンまで侵攻すると、オルソイ、ビューデリヒ、ラインベルク、ヴェーゼル、レース、エメリヒがドミノ倒しのように陥落した。ヨハン・デ・ウィットは「ラインベルクが陥落したならば、全国が陥落したのも同然だ。」とコメントした。実際には「全国」とはならなかったが、オランダの半分がフランスに占領され、ウィット自身も命を落とす結果となった。
ミュンスター司教クリストフ・ベルンハルト・フォン・ガレンはボルクロの奪回に執念を燃やしていた。フランスはミュンスターにボルクロ、リンゲン伯領、フローニンゲン州とフリースラント州の占領地を保証、さらにアイセル川以北の略奪も許した。1672年6月1日、フォン・ガレンはノルトホルンから出発、瞬く間にオルデンザール、オートマルスム、アルメロ、デルデン、ホール、ボルクロを占領、フルンロー包囲戦にも勝利した。次の標的はデーフェンテルであったが、フォン・ガレンはブレデフォールト要塞が強すぎて攻撃が無駄になると考え、消極的になったが自軍の兵士2千人に説得されて進軍した。しかし、デーフェンテルの占領には失敗した。

## 包囲
6月12日、ザンクト・パウル将軍（St. Paul）率いるミュンスター軍は包囲を開始したが、一般的な包囲戦と違い、ブレデフォールトと外界の連絡が切断されなかった。アルター門のほうでは砲台が設置され、塹壕が掘られたが、逆側のミセル門は開かれたままであり、地主や市民は自由に移動できた。
ミュンスター軍の兵士は水浸しになっている塹壕に入った。続いて主に臼砲による砲撃が始まるが、損害はほとんど与えられず、恐怖を与えたのみとなった。砲撃による損害は「農民2人と子供1人が命を失い、女性1人が両足を失った。馬1頭が30メートル先に飛ばされた」という。守備軍は給料もまともに支払われず、ミュンスター軍が強襲を仕掛けるという噂が流れるとその士気がさらに低下した。ミュンスター軍は草で溝を埋めてアルター門から進もうとしたが、ミセル門が開かれた状況では時間の無駄だった。

## その後
ブレデフォールトは栄誉をもって降伏することを許された。その駐留軍はミュンスター軍によりドゥースブルフのワルンスフェルトに移送され、当時フランスに包囲されていたズトフェンの駐留軍と合流した。ブレデフォールトの市民は降伏の条件として略奪がなされないことを要求、ミュンスターはいったんそれを飲んだが後にブレデフォールトに負担を強いた。ミュンスターによる占領は2年間続き、1674年5月にミュンスター軍はズトフェン伯領から撤退した。